# Francesco Mora
Francesco Mora (Venezia, 5 giugno 1959 – 17 settembre 2022) è stato un filosofo e storico della filosofia italiano.

## Biografia
Francesco Mora si laurea nel 1983 presso l'Università "Ca' Foscari" di Venezia, con una tesi seguita da Luigi Ruggiu sul pensiero filosofico di Georg Simmel. Successivamente perfeziona i suoi studi presso l'Università di Padova, sotto la guida di Giangiorgio Pasqualotto. L'intensa e prolifica attività saggistica è inaugurata nel 1985 dal lungo articolo, pubblicato sulla rivista "Verifiche", L'emergenza della vita. Per una interpretazione unitaria del pensiero simmeliano, nel quale Mora delinea già quella che poi sarà una costante della sua interpretazione di Simmel, ossia una lettura che ne metta in luce l'importanza prettamente filosofica. Segue un periodo di soggiorno in Germania, a Friburgo, dove lavora a stretto contatto con F.-W. von Hermann, G. Figal e F. Volpi, e durante il quale inizia ad approfondire il pensiero di Martin Heidegger, autore cui dedicherà nel corso degli anni importanti studi. Ordinario di "Filosofia e storia" nei Licei, diventa ricercatore universitario presso l'Ateneo veneziano nel 2001 e, dal 2005, ricopre il ruolo di Professore associato in "Storia della filosofia", ottenendo poi l'abilitazione all'ordinariato. Le sue ricerche vertono intorno al pensiero che inaugura la modernità (Thomas Hobbes), criticandola dall'interno (Friedrich Nietzsche, Georg Simmel, Martin Heidegger, Ernst Jünger, Gilles Deleuze, Jacques Derrida), per recuperare a ritroso i momenti essenziali che hanno posto le premesse filosofiche del moderno (Aristotele), con particolare riguardo per il rapporto tra filosofia e letteratura.

## Opere
- Georg Simmel: la filosofia della storia tra teoria della forma e filosofia della vita, Roma, Jouvence 1991.
- L'ente in movimento. Heidegger interprete di Aristotele, Padova, Il Poligrafo 2000.
- Filosofia della vita e filosofia della prassi. Heidegger - Simmel - Aristotele, Venezia, Libreria Editrice Cafoscarina 2002.
- Principio Reciprocità. Filosofia e contemporaneità di Georg Simmel, Venezia, Libreria Editrice Cafoscarina 2005.
- Martin Heidegger. La provincia dell'uomo. Critica della civiltà e crisi dell'umanismo (1927-1946), Milano-Udine, Mimesis Edizioni 2011.
- Thomas Hobbes e la fondazione della tecnica moderna. Realtà e virtualità dell'uomo e del potere, Milano-Udine, Mimesis Edizioni 2015.
- Martin Heidegger. Pensare senza fondamenti, Milano-Udine, Mimesis Edizioni 2019.

Per una lista completa degli scritti di Francesco Mora (sono qui infatti elencate le sole monografie), cfr. N. Germano, Bibliografia ragionata degli scritti di Francesco Mora, in Id. (ed.), Le parole che restano. Per Francesco Mora, Alessandria, Edizioni dell'Orso 2024, pp. 315-317.